# Fissidens marginatulus
Fissidens marginatulus är en bladmossart som beskrevs av Mel'nichuk 1959. Fissidens marginatulus ingår i släktet fickmossor, och familjen Fissidentaceae. Inga underarter finns listade i Catalogue of Life.